# 제13차 세계청년학생축전

제13차 세계청년학생축전 엠블럼

제13차 세계청년학생축전(第13次 世界靑年學生祝典, 13th World Festival of Youth and Students)은 1989년 7월 1일에서 7월 8일까지 8일 동안 조선민주주의인민공화국 평양에서 개최되었다. 줄여서 평양축전(平壤祝典) 또는 평축(平祝)이라고도 한다.

## 준비과정
평양축전을 위해 대규모 경기장, 공연장 등을 건설하였는데 대표적인 건물은 릉라도 5월1일 경기장, 평양국제영화회관, 동평양대극장, 평양교예극장, 양각도 축구경기장, 평양국제통신센터, 양각도호텔, 청년호텔 등이다. 이 중 가장 대표적인 건물은 릉라도 경기장이다. 릉라도 경기장은 15만 명을 수용할 수 있는 세계 최대 규모의 경기장으로 평양축전의 주경기장으로 이용되었다.
또한 이 평양축전에 대한민국의 전국대학생대표자협의회(당시 의장 임종석)에서 비밀리에 파견한 임수경이 참가하여 통일의 꽃이라는 찬사와 국가보안법 위반이라는 오명을 동시에 쓰게 되는 등 국내외적으로 대단한 논란을 불러일으킨 바 있다.

## 진행과정

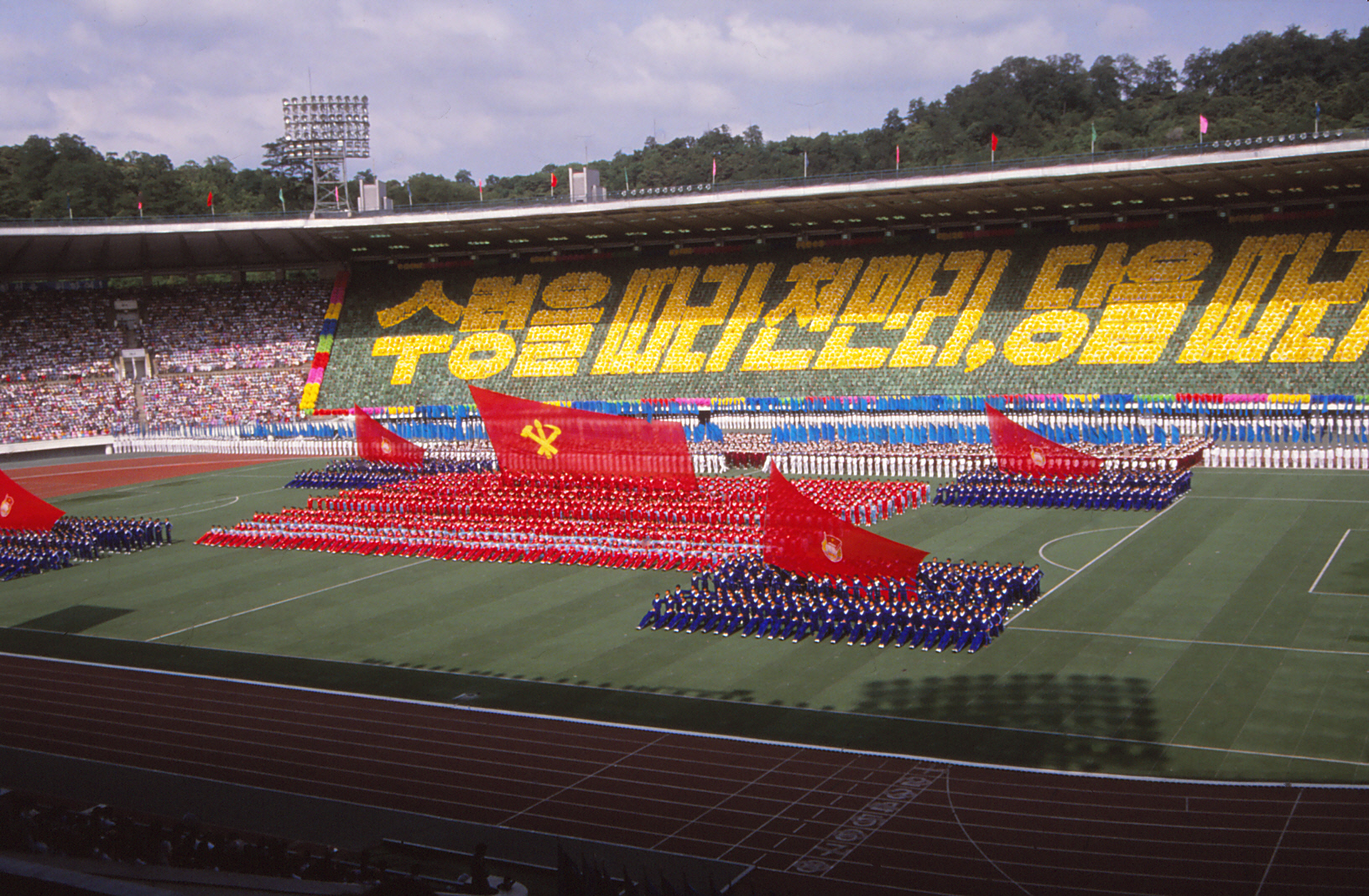
1989년 평양 세계청년학생축전의 제막식

1989년 제13차 세계청년학생축전은 177개 국가, 22,000명이 참가하여 성황을 이루었고, 당시로서는 역대 축전 가운데 가장 많은 나라가 참가한 축전이었다. 특히 그 전 해 대한민국 서울에서 열린 1988년 하계 올림픽에 자극받아 이 대회를 국가적인 역점 사업으로 중점을 두어 성대하게 개최하였고, 서울 올림픽보다 규모가 큰 행사였다고 대대적으로 홍보하였다.
8일 동안 참가자들은 사회, 문화, 스포츠, 정치 활동에 참여했다. 축제의 슬로건은 "반제국주의 연대, 평화와 우정을 위하여"였다.
북한에서 열린 13번째 축제는 아시아에서 열린 첫 번째 축제이자 한국전쟁 이후 미국 재무부가 북한 방문을 허용한 첫 번째 축제였다. 그러나 이 대표단과 다른 사람들이 북한에 머무는 동안, 북한 정부는 외국인의 이동과 행동에 대한 경계와 제한을 가하고 자국민에 대한 지속적인 감시를 실시했다.
덴마크 활동가들이 축제 개막식에서 북한의 인권 침해를 비판하는 현수막을 펼쳐 물의를 일으켰다. 세 명의 활동가 중 두 명은 구금되었지만 곧 석방되었다.
축제에서는 원탁 정치 토론, 연대 집회, 본회의부터 스포츠 경기, 예술 공연, 영화 상영, 평양 및 그 밖의 지역 방문에 이르기까지 1,000여 개의 행사가 열렸다. 축제의 정치 행사는 주로 반제국주의적 토론과 평화 및 군축, 비동맹, 인권, 청소년 및 기타를 위한 권리 등의 주제에 초점을 맞췄습니다. 또한 한 번에 두 나라가 경제 및 정치적 관심사에 대해 대화할 수 있는 양자 회담도 자주 마련되었다.

## 반응
서방 세계의 현대 뉴스 보도에 따르면 제13회 세계청년학생축전는 일반적으로 김일성과 북한 정부가 국제 사회에서 위상을 높이기 위한 노력에 실패한 것으로 간주되었다. 북한 정부는 인구에 대한 지속적인 감시와 기타 제한을 통해 외국의 영향으로부터 북한 주민을 보호하려고 시도했지만, 필연적으로 이 축제는 국내 인구에 외부적인 영향을 미쳤다.
미국에서 온 20명의 기자가 페스티벌에 참석했다. 니콜라스 크리스토프는 "북한 주민은 외국인과 기꺼이 대화하는 것처럼 보이지만 대화는 종종 매우 부자연스럽고 가짜처럼 들리며 77세의 '위대한 지도자'에게 찬사를 보내는 북한인 없이 1분이 지나가는 경우는 드뭅니다."라고 회상했다.
그러나 일부 역사학자들은 기자들이 세계청년학생축전의 남북한 문제와 북한 체제에 대한 보도를 수사적으로 축소하여 축제의 실제 내용에 대해 논의하지 않았다고 주장한다. 이러한 관점에서 볼 때, 축제를 단순한 북한의 조작 장치로 축소한 기자들은 비판하고자 했던 것과 동일한 자질에 대해 유죄를 선고받았다. 일부는 이러한 저널리즘적 편향성이 축제의 진정한 의미에 대한 왜곡된 국제적 인식을 가져왔다고 주장한다.

## 결과
북한의 연간 정부예산(45억 달러)를 뛰어넘고 연간 GDP(157억 달러)의 30%에 육박하는 47억 달러가량 세계청년학생축전를 준비하는 데 지출하다보니 막대한 손해를 볼 수밖에 없었다. 이때 외국인들을 위해서 찍어낸 '외화와바꾼돈표'에 의해서 일종의 통화량 팽창으로 북한의 경제는 지속적으로 피해를 입어 소련 붕괴, 자연재해와 더불어서 고난의 행군을 불러오는 중요한 원인이 되었다.

## 같이 보기
- 임수경
- 임종석
- 전국대학생대표자협의회
- 세계청년학생축전